# Adıyaman (provincie)
Provincie Adıyaman je tureckou provincií, nachází se v jižní části Malé Asie. Rozloha provincie činí 7614 km², v roce 2000 zde žilo 623 811 obyvatel.

## Administrativní členění
Provincie se administrativně člení na 9 distriktů:
- Adıyaman
- Besni
- Çelikhan
- Gerger
- Gölbaşi
- Kahta
- Samsat
- Sincik
- Tut